# Synagogue Alte Szil de Łódź (1861-1939)
La vieille synagogue de Łódź (en yiddish : Alte Szil w Łodzi) ou synagogue de la vieille ville (en yiddish : Synagoga Altshtot) était avant la Seconde Guerre mondiale, la principale synagogue orthodoxe de Łódź. Construite par des magnats industriels juifs orthodoxes, elle devait surclasser, ou au moins égaler, la grande synagogue de Łódź, construite en 1881 par la communauté juive réformée. Elle est inaugurée en 1861, de nouveau inaugurée en 1900 après une profonde restructuration, elle est détruite par les nazis en 1939.

## Histoire de la synagogue

### Synagogue inaugurée en 1861
À la fin du XVIIIe siècle, Łódź est un village de moins de 200 habitants, mais qui va se développer très rapidement en une grande ville industrielle. Une première synagogue est construite en bois en 1809 au 8 rue Wolborska. Le terrain est acheté au lieutenant de la Garde nationale Józef Aufschlag. Le bâtiment est en si mauvais état que les autorités de la ville en interdise l'utilisation en 1854, mais les offices continueront jusqu'en 1861 malgré l'interdiction officielle.
Face à la nécessité de construire une nouvelle synagogue, les représentants de la communauté orthodoxe, Moïse Lipszyc, Shmuel Saltzman, Lejzer Berger, Enoch Goldberg et Jakob Dobranicki achètent le 24 juin 1858 à Gregory Zakrzewski pour 11 000 złotys-or polonais (soit 1 650 roubles-argent), par un acte enregistré chez le notaire Cajetan Szczawiński de Łódź, une maison avec son terrain, en bordure du jardin du prêtre de la paroisse protestante, et s'étendant de la rue Wolborska à la place Saltzman dans la vieille ville. En 1859, le mariage de Szulim et Dwojra Reichenbach réduit une partie du terrain attribué à la synagogue. La parcelle acquise par la synagogue reçoit un prêt hypothécaire mixte consigné dans le registre foncier. 
La communauté commence à recueillir des dons pour la construction d'une nouvelle synagogue et commande à l'architecte Jan Karol Mertsching (1818-1872) des plans ainsi qu'une estimation du coût. En raison de la détérioration de l'ancienne synagogue et le manque d'espace pour la célébration des offices, le besoin d'une nouvelle synagogue devient urgent.  
Le 16 février 1859 se déroule une réunion entre la municipalité de Łódź et le Comité de construction de la synagogue composé de Sz. Saltzma; Dawid Dembiński, Józef Zand, Samuel Lande, Icek Weyland, Lewek Eksztein et Lewek Sejdler (ou Zajdler),. Le Comité de construction de la nouvelle synagogue présente un avant-projet de l'architecte du district Jan Karol Merschling avec une estimation de coût de 25 553,43 roubles-argent. Pour le financement, le Comité table sur 1 700 roubles-argent provenant d'un prêt auprès d'une banque polonaise, 5 614,45 roubles-argent de dons volontaires, 1 350 roubles-argent de don des héritiers de Icka Zajdemana, 4 500 roubles-argent de la vente prévue des bancs de la synagogue. Le conseil espère récolter les 12 388 roubles-argent manquant de dons supplémentaires, ou d'une taxe sur la communauté.
Ce projet avec son coût est soumis officiellement le 6 juin 1859 au Cabinet du gouvernement de Varsovie, commission des affaires intérieures et religieuses. Le 14 juin 1859, les plans sont transmis au Département de l'industrie et de l'artisanat. Ceux-ci font l'objet d'une discussion lors de la réunion de la Commission de la construction le 28 juin. Le projet est présenté par un membre de la commission, l'architecte en chef Adolf Loewe.
De nombreuses modifications sont imposées au projet, dont entre autres, l'adjonction de deux sorties de secours dans les nefs latérales, près de l'entrée principale, le remplacement des escaliers en colimaçon sans palier par des escaliers à volées droites avec paliers, augmentation de la nef au détriment du vestibule, remplacement de la rangée de fenêtres à chacun des deux niveaux par une seule rangée de fenêtres de grande hauteur couvrant les deux niveaux, suppression des fenêtres sur le mur est, diminution de la longueur de la galerie réservée aux femmes.  Malgré ces modifications, le bâtiment garde un style byzanto-mauresque qui souligne les échanges culturels des Juifs avec la région du Moyen-Orient.
Les travaux de construction de la nouvelle synagogue en brique démarrent à l'automne 1859, au 20 rue Wolborska, selon les plans de Jan Karol Merschling, en un style néo-maniériste, mélange de style néo-renaissance et néo-mauresque et dès le printemps 1860, les murs sortent de terre. En septembre 1861, après la fermeture de l'ancienne synagogue, des offices religieux ont lieu dans la nouvelle synagogue alors que le bâtiment est encore inachevé,. En décembre 1861, la Hevra Kaddisha (Société du dernier devoir) de Łódź offre à la synagogue un   bassin sculpté et doré, et finance également un Sefer Torah. Mais il manque de l'argent pour terminer les travaux de construction qui ne s'achèveront qu'en 1871.
Le journal de Łódź rapporte les festivités d'inauguration de la synagogue :
« Le magnifique bâtiment du nouveau temple a revêtu son habit de fête. Des arbustes décoratifs et des fleurs exotiques remplissent la place et sur la grille en fer et sur de jolis poteaux, sont accrochés tout autour du temple des drapeaux et des guirlandes. À 16 heures, tous les sièges pour le public dans la synagogue étaient déjà occupés, aussi bien en bas que dans les galeries. Une heure plus tard, est arrivé Sa Grandeur, le Gouverneur, avec le vice-directeur et avec les invités de Piotrków (Petrikau). Les représentants des autorités locales sont aussi invités. À la porte principale, le Gouverneur est accueilli par le comité de construction. Son président I. K. Poznański a tenu un discours approprié et le Gouverneur a déposé les clefs de la synagogue sur un coussin de velours. Une fois les portes ouvertes, le Gouverneur est rentré suivi par les autres invités. Une fois tout le monde installé, la véritable cérémonie d'inauguration a commencé. Elle s'est terminée par un sermon en polonais du Dr Klüger et par l'hymne national, chanté par le chœur de la synagogue soutenu par l'orchestre. À la fin de la cérémonie, tout le monde, y compris le Gouverneur, a signé le livre des invités. »
La forte augmentation du prix du coton, causée par la guerre civile aux États-Unis d'Amérique ("le coton de la famine"), aboutit à une crise industrielle à Łódź qui affecte les possibilités de financement pour l'achèvement de la synagogue. Le mauvais état du bâtiment est la cause principale de la tragédie lors de la célébration de la fête de Roch Hachana 5624 (14 septembre 1863), où en raison d'un mouvement de panique 11 femmes sont tuées et près de 30 personnes blessées. 
Ce n'est qu'en 1871, que le bâtiment peut être considéré comme pratiquement terminé, bien que les murs intérieurs ne soient pas encore plâtrés et que les menuiseries et les bancs aient un caractère provisoire.  
La synagogue qui constitue le cœur du quartier juif de la vieille ville, est la fierté et un des bâtiments les plus impressionnants de la ville. L'architecture mauresque du bâtiment souligne l'engagement des Juifs orthodoxes pour les traditions religieuses et culturelles, dont les racines sont ancrées au Moyen-Orient, à l'opposé des tendances assimilationnistes des Juifs progressistes tournés vers la grande synagogue de la rue Spacerowa. 
La synagogue sert comme synagogue communautaire principale. Il s'y déroule la plupart des évènements importants communautaires ou nationaux ainsi que les cérémonies d'assermentation des soldats juifs de la garnison de Łódź.  
En 1887, les artisans de Varsovie, Zygmunt et Julian Klauzenberg, réalisent une Arche Sainte pour la synagogue, financée par David Izraelowicz, un habitant de Łódź. Le contrat signé avec les entrepreneurs décrit l'œuvre à réaliser :   
« L'Arche sainte devra être surélevée en hauteur par rapport au sol de deux coudées, dix-sept pouces (2 × 45 cm + 17x2,54 = 133 cm), et la largeur de l'estrade en bois de pin sera de quatre coudées et un pouce  (4 × 45 cm+ 2,5= 182 cm) avec une profondeur de trois coudées (3x45 =135 cm)  auquel se rajoutera la largeur des escaliers. Les escaliers menant à l'Arche seront divisés en deux parties, entre lesquelles se trouvera le pupitre du Hazzan (chantre). La balustrade avec des colonnettes décoratives en fonte et une rampe en bois de pin montée de chaque côté des escaliers devra être proportionnée à l'Arche et son estrade. L'estrade quant à elle, devra être solide et décorée de manière appropriée pour son utilisation.

Dimensions de l'Arche Sainte : la partie centrale, de l'estrade au sommet de la couronne sera de dix coudées (4,5 m), la largeur de trois coudées, douze pouces, les parties latérales des deux côtés seront larges de trois coudées et hautes de sept coudées, chacune exactement en conformité avec le dessin signé par les deux contractants. Le corps de l'Arche sera en bois de pin, et les sculptures en relief en bois de tilleul, et les parties colorées en jaune sur le dessin doivent être dorées à l'or pur. De façon générale, d'après le contrat, pour la sculpture, aussi bien que pour la dorure, MM. Klauzenberg doivent respecter le plus rigoureusement possible le dessin. Au milieu de la planche sur laquelle repose la couronne, seront inscrits en hébreu avec des lettres dorées en relief, les Dix Commandements et MM. Klauzenberg donneront l'inscription avec les lettres dorées au rabbin de Łodz pour contrôle. La porte doit être proportionnée à l'Arche, avec une inscription hébraïque à l'intérieur. 
 À l'intérieur de l'Arche, MM. Klauzenberg utiliseront une peinture à l'huile couleur bleu-ciel. L'intérieur sera divisé en deux compartiments pour le rangement des rouleaux, une partie supérieure et une inférieure.  »
La croissance du nombre de maisons privées de prière conduit à la chute des revenus de la synagogue communale, rendant impossible sa finition. L'entretien de la synagogue va être négligé pendant de longues années. Vingt ans après la fin du gros-œuvre, les murs ne sont toujours pas enduits. Le superviseur Bozniczy soumet alors la proposition de limiter ou même de fermer des lieux de prière privés afin d'augmenter les revenus de la synagogue communale délaissée. Le Dziennik Łódzki (Journal de Łódź) écrit :
« Il est difficile d'imaginer dans quel état est laissée la synagogue de la place du Vieux Marché (Starym Rynku). Le bâtiment lui-même est très beau, et particulièrement à l'intérieur, mais malheureusement son état actuel gâche tout l'effet. 20 années se sont écoulées depuis l'ouverture de la synagogue et les murs n'ont pas encore été plâtrés. Un rafraichissement a été effectué il y a quelques années, mais malgré cela, les murs de haut en bas sont sales et ont besoin d'être rapidement repeints. La porte principale ainsi que les portes latérales sont sales et si mal ajustées qu'à travers les fentes, on peut voir le monde de Dieu… À l'intérieur, les bancs sont cassés et cloués avec des planches brutes de sciage.  »

### Rénovation et restructuration de la synagogue
Le 19 juin 1891, le gouverneur du Gouvernement de Piotrków recommande d'effectuer des travaux et se rend sur place en compagnie de l'architecte de la ville, afin de préparer une estimation préliminaire. Les travaux à effectuer s'avèrent importants, et ce n'est qu'en 1895 que le projet de rénovation est élaboré. Le superviseur Bóżniczy avec Adolf Zeligson, un architecte renommé de Łódź d'origine juive, élaborent un plan de travail et une estimation de coût qui différera peu du coût réel de la rénovation. Le montant des honoraires de l'architecte Zeligson se chiffre à 1 152,50 roubles.
Le 16 octobre 1895, le président de la communauté fournit aux autorités municipales un état de l'existant et le projet de rénovation de la synagogue avec une estimation des coûts. Pour couvrir les coûts de réparation, la communauté obtient l'autorisation de vendre les bancs de la synagogue ainsi que de recueillir des dons volontaires. Le gouverneur Piotrkowski approuve le 13 novembre 1896 les plans ainsi que l'estimation des coûts qui s'élève à 60 506,49 roubles-argent.
Le projet de rénovation et de restructuration de la synagogue prévoit : 
- Réalisation d'une seconde entrée pour des raisons de sécurité dans la partie réservée aux hommes.
- Remplacer l'éclairage à bougie par un éclairage au gaz.
- Installation d'un chauffage central car « jusqu'à présent, la synagogue n'était pas chauffée, avec pour résultat que pendant la saison froide, les fidèles ne pouvaient pas fréquenter la synagogue sans nuire à leur santé[16] ». La chaufferie doit être installée à l'arrière du bâtiment, au sous-sol, entre les deux escaliers prévus. Au-dessus sont situés un bureau et l'appartement du gardien.
- Remplacement des tôles rouillées en fer de la toiture par des tôles en acier galvanisé.
- Enduire les murs de la synagogue avec un mortier au ciment.
- Construction d'une nouvelle Arche Sainte et de la Bimah.
- Repeindre l'ensemble de l'intérieur du bâtiment, qui n'a pas été rafraîchie depuis 15 ans.
- Refaire de nouveaux bancs (les bancs existants ont été réalisés dans du bois mal équarri)
- Remplacement du plancher dans le vestibule et la salle de prière.
- Remplacement du plancher dans les escaliers avec du matériel non-inflammable.
- Remplacement du parquet dans la galerie des femmes.
- Remplacement des portes extérieures.

Les autorités demandent que soit nommé un Comité pour la rénovation de la synagogue, chargé de la surveillance des travaux et de la collecte des fonds nécessaires. Le 20 janvier 1897, le superviseur Bóżniczy constitue le Comité avec comme président le rabbin Elijah Hayyim Majzel et comme membres: Ezra Szykier, Moszek Szmul Sonnenberg, Jakub Majerowicz, S. Lande, Wolf Landau, Wolf Neufeld et Israël Howe. Le 5 mai 1897 le Comité est approuvé par le gouverneur Piotrkowski, et dès le 21 mai, il lance les travaux, achetant des matériaux de construction et embauchant ouvriers et contremaîtres. Au début le Comité, pour des raisons bureaucratiques, ne peut utiliser la somme de 12 000 roubles-argent récoltée depuis 1891 pour la rénovation de la synagogue, et qui est bloquée sur un compte spécial à la branche de Łódź de la Bank Państwa (Banque d'État), et dont le déblocage dépend d'une décision du gouvernement provincial.
La plus grande partie de la rénovation est effectuée entre 1897 et 1900, selon les plans établis par Adolf Zeligson, pour un coût de 80 000 roubles, soit environ un tiers de plus que l'estimation initiale. Pour la réalisation de ces réparations, le Comité pour la rénovation de la synagogue, achète un terrain adjoignant. Le reste des travaux, principalement des finitions, va s'échelonner jusqu'en 1914,, pour un montant maximum de 3 000 roubles par an. Cette lenteur est due en grande partie à l'existence de nombreuses synagogues et lieux de prière privés souvent hassidiques, en "compétition" avec la synagogue communautaire. Ce phénomène n'est pas spécifique de Łódź, mais se retrouve dans de nombreuses villes du territoire polonais annexé par la Russie ainsi que par l'Autriche. En 1901, la municipalité de Łódź déclare que « les Juifs se réunissent dans des salles de prière privées, et ne vont pas à la synagogue communautaire, et à vrai dire, ne sont pas intéressés par cette opulence. Et pour cette raison, les travaux commencés il y a plus de dix ans, ne peuvent être finis en raison du manque de fonds ».  
Un bilan effectué en 1914, montre que la rénovation a coûté en tout la somme de 93 702 roubles, 59 394 roubles provenant du budget de la communauté et 34 310 de donations. L'éclairage électrique et la ventilation qui n'étaient initialement pas prévus ont été installés.

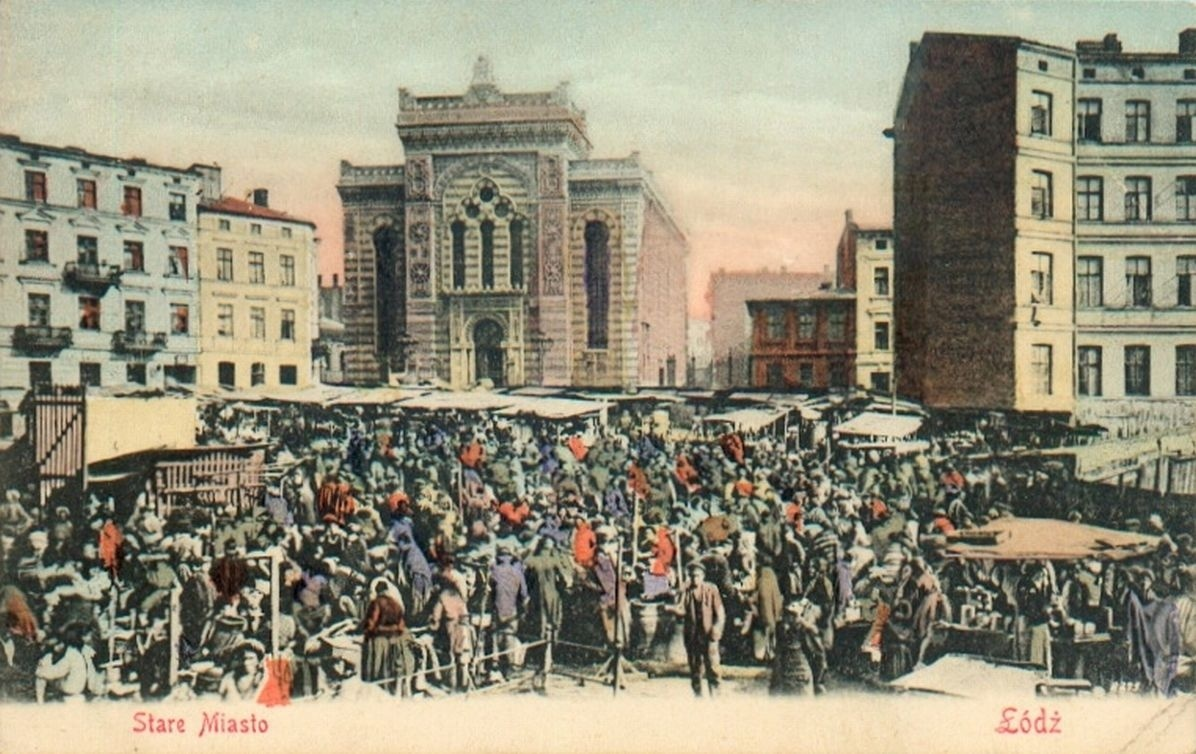
Carte postale colorisée montrant la place du marché et la synagogue

### La synagogue au début duXXesiècle jusqu'à laSeconde Guerre mondiale
Au début du XXe siècle, le contrôle et la direction de la synagogue est exercé par le Comité de la synagogue composé de personnes connus sous le nom de sages de la synagogue (gaboim). Le budget de la synagogue est à l'époque séparé du budget général de la communauté et est principalement alimenté par la location des places et par des contributions volontaires des fidèles, qui se sont élevées à 4 339,42 roubles en 1912 et 5 037,20 roubles en 1913. La synagogue a sa propre comptabilité et paie directement le Hazzan (chantre), le chœur et le Shames (bedeau) ainsi que les dépenses d'entretien et de petites réparations de la synagogue. 
« La synagogue est grande et magnifique. Elle possède deux galeries pour les femmes. En tout, elle dispose de mille cinq cents sièges. Il y avait trente-six rouleaux de Torah dans la synagogue et une grande quantité d'ornements de Torah en argent, dont de nombreuses œuvres d'art anciennes. Toutes les cérémonies publiques officielles se déroulaient dans cette synagogue. »
La rénovation de la synagogue entraine une augmentation des tarifs de location des places. Les bancs sont divisés en 5 classes en fonction de leur distance à l'Arche Sainte : les places de la classe I (rangées 1 à 3) sont louées 90 kopecks l'année, tandis que celles de la classe V (rangée 12 et suivantes) le sont à 30 kopeks. Il est aussi possible, il est aussi possible d'acheter de façon permanente une place dans la section réservée aux hommes et une place dans la galerie des femmes.
Pendant la bataille de Łódź en novembre 1914, la synagogue est atteinte par des tirs d'artillerie allemands: la façade est endommagée, le toit est criblé de trous en de multiples endroits et de nombreux vitraux sont cassés. La clôture en bois a été démontée en partie pour servir de chauffage. Le coût de ces dégâts s'élève à 2 639 roubles. 
Après la défaite des Russes lors de la bataille de Łódź, la ville est occupée par les Allemands. La politique allemande à l'égard des Juifs polonais est plus libérale que celle des Russes, ce qui se reflète dans la composition des autorités de la communauté juive, qui fait alors une large place aux assimilationnistes.
De l'automne 1917 jusqu'au printemps 1918, un conflit éclate entre les sionistes religieux (Mizrahi) et les autres groupes orthodoxes pour le contrôle du Comité de la synagogue et  des autorités communautaires à Łódź. Le différend est réglé le 27 mai 1918, lors d'une réunion réunissant les représentants de tous les groupes et la nomination d'un comité composé de six personnes : K. Eber, Mendel Zalcberg Abraham Warsaw Szoela Cool, Lejzer Urbach et Symche Berkego.
Après la Première Guerre mondiale, la Pologne retrouve son indépendance, et une nouvelle administration s'installe à Łódź. Comme dans toutes les époques de changement historique, une période d'incertitude s'accompagne d'un affaiblissement temporaire de la sécurité publique, ainsi que de l'émergence de rumeurs et soupçons de toutes sortes contre les minorités et plus particulièrement contre les Juifs, accusés d'agir au détriment du peuple polonais et contre les intérêts de l'État renaissant. Très probablement, averti de la formation d'organisations paramilitaires juives d'autodéfense, des recherches d'armes sont effectuées chez les Juifs. Le 14 novembre 1918, des personnes non identifiées fouillent la synagogue et le centre de réunion situé à proximité. La synagogue fait l'objet d'une surveillance discrète par la police et en mai 1919, après avoir constaté que « pendant les offices dans la synagogue, une propagande, n'ayant rien à voir avec la religion, mais ayant des bases politiques était développée », la police intervient dans la gestion de la communauté. 

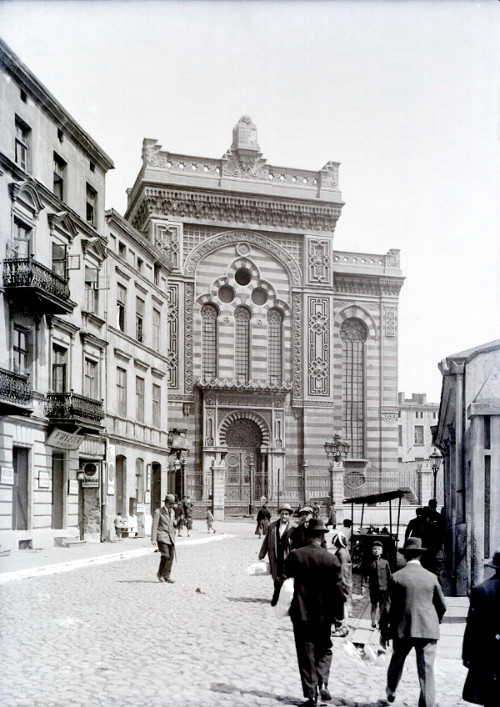
La synagogue avant 1939- photographie de Włodzimierz Pfeiffer

Le 3 mai 1919, la communauté juive orthodoxe organise à l'occasion de la fête nationale un office solennel avec la participation du rabbin Lejzer Treistman et le 18 juillet 1919, obtient l'autorisation d'un office à la mémoire de Theodor Herzl. 
Pendant toute la période de l'entre-deux-guerres, la synagogue de la rue Wolborska est la synagogue principale de la communauté juive. C'est là que sont célébrés des offices lors de la fête nationale, et lors des évènements importants : le 1er février 1931, un service se déroule en l'honneur du président Ignacy Mościcki et le 19 mars pour la fête du maréchal Józef Piłsudski.
Selon une ancienne tradition locale, pendant les fêtes juives solennelles, à savoir le jour de Kippour et le dernier jour de Souccot, les femmes depuis des temps immémoriaux n'étaient pas autorisées à pénétrer dans la synagogue. Cela conduit dans les années 1920 à une opposition croissante des femmes, et pour éviter des troubles à l'ordre public, le Comité de la synagogue a du a dû demander l'aide de la police. 
Le Comité de la synagogue est composé en 1928, de Lejzer H. Berger (président), de Sz. Liberman, (vice-président) et de S. Berke, Sz. Fajn, ML Lubochiński, Sz. Z. Sender (organisateur), A. Warsaw (trésorier), L. Wetsztajn, J. Widawski, BW Wiązowski (contrôleur), H. Wroblewski (secrétaire) et M. Zalcberg. La majorité des membres du Comité fait partie du Comité depuis la fin de la Première Guerre mondiale. Les élections tenues mi-septembre 1929, donnent pour nouveau comité: B. Wiązowski (président), S. Berke (vice-président), M. Pantel (secrétaire), Sz. Z. Sender (organisateur), L. Domb, G. Brenzel, M. Sh. Lubochiński, M. Zalcberg, A. Wetsztajn, H. Sochaczewski, Wołkowicz B., H. Wroblewski, S. Drukier et Sz. Fajn. On n'a pas d'informations sur la composition du Comité dans les années 1930. 
En 1928, le Comité de la synagogue embauche I. Rubin pour diriger le chœur de 25 personnes. En 1929, Oszer Winograd, qui travaillait auparavant à Grodno, est engagé pour remplacer l'ancien Hazzan Gershon Joselewicz. Pendant cette période, le budget de la synagogue est loin d'être équilibré. En 1929, les dépenses s'élèvent à 36 740 złotys pour un revenu de 21 600 złotys, dont 13 600 provenant de la location des 1 401 sièges, à un prix unitaire variant de 3 à 60 złotys. Les principales dépenses consistent en les salaires, le fioul, l'électricité et l'entretien du chœur. Jusqu'en 1936, les revenus et les coûts de fonctionnement vont baisser, mais le déficit restera.
Pendant toute la période de l'entre-deux-guerres, la synagogue de la rue Wolborska est la principale synagogue communautaire de Łódź. C'est dans cette synagogue que la communauté juive célèbre les fêtes nationales et autres évènements nationaux: le 1er février 1931, un office est célébré en l'honneur du président de la république, Ignacy Mościcki, et le 19 mars un autre en l'honneur du maréchal Józef Piłsudski. C'est aussi dans cette synagogue que les jeunes recrues juives de Łódź prête serment
L'état technique du bâtiment se détériore à la fin des années 1930. L'enduit extérieur, brûlé par le soleil se désagrège. Les dirigeants de la communauté, poussés par l'Inspection des bâtiments de la municipalité, prévoient une rénovation complète de la synagogue sur la base du projet sélectionné par un "concours spécial artistique et architectural". Les travaux confiés à la société de Tener Mordechai commencent le 22 mai 1939.

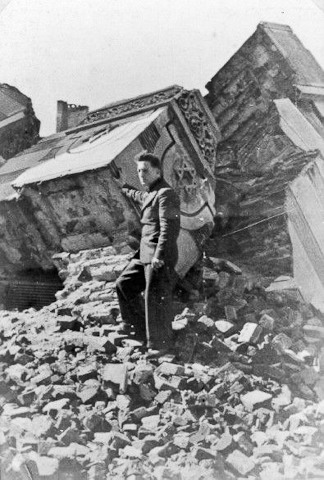
Le photographe Mendel Grossmann dans les ruines de la synagogue

### La destruction de la synagogue
La Seconde Guerre mondiale arrête les travaux. Les Allemands envahissent la Pologne le 1er septembre 1939, et Łódź tombe le 8 septembre.
La synagogue est incendiée par les nazis le 11 novembre (ou dans la nuit du 15 au 16 novembre selon d'autres sources). Après l'incendie, les murs extérieurs restent suffisamment solides et ne nécessitent pas une démolition immédiate. La décision de démolir est prise par les autorités allemandes de la ville le 27 décembre 1939, et la démolition est achevée au printemps 1940. 

## Description de la synagogue après restauration

### L'extérieur
Le bâtiment est construit sur un plan rectangulaire d'environ 45 mètres de long sur 25,5 mètres de large. Par ses très nombreuses décorations et ses baies à arc outrepassé, la synagogue présente un aspect typiquement mauresque. La salle principale est divisée en trois nefs, une grande nef centrale et deux nefs latérales plus petites. La synagogue possède une entrée principale  située côté sud-ouest; deux entrées latérales réservées aux femmes pour atteindre les galeries et deux entrées secondaires desservant la salle de prière sur la façade nord-ouest et peut-être deux entrées à l'arrière pour accéder aux galeries des femmes et une sortie à l'arrière avec un auvent, mais ces dernières se trouvant mentionnées sur certains plans d'architecte et pas sur d'autres, on n'a aucune certitude qu'elles ont bien été construites.   
- Façade principale

La façade principale donnant sur la rue se divise en trois parties : une partie centrale et deux parties latérales. La façade séduit principalement par un certain nombre de retraits et de saillies. L'entrée, richement décorée, est située dans la partie centrale de la façade. L'entrée principale qui donne sur un vestibule, est accessible par une volée de marches. La porte d'entrée est légèrement décalée vers l'intérieur. Deux colonnes soutiennent la voûte à arc outrepassé. Au-dessus de la porte, se trouve une impressionnante rosace, et au-dessus une sorte de dais avec de superbes fioritures. Au niveau supérieur, trois grandes fenêtres identiques à arc outrepassé, sont surmontées par trois petites fenêtres rondes disposées en triangle. La partie centrale de la façade est agrémentée par d'innombrables ornements et symboles juifs. 
Les deux parties latérales, en retrait et de hauteur inférieure à la partie centrale, sont surtout caractérisées par leur grande fenêtre à arc outrepassé.  couvrant la presque totalité de la hauteur, avec en-dessous une ornementation ovale. 
Les trois parties de la façade sont couronnées d'une corniche filante. Au centre de la partie centrale, celle-ci est surmontée des Tables de la Loi. Les murs reposent sur un soubassement d'environ 90 centimètres. La façade est plâtrée en deux couleurs formant des bandes horizontales. De l'extérieur, on ne voit aucune marque de séparation des niveaux.
- Façades latérales

Les deux façades latérales sont presque identiques, à l'exception des deux portes qui sont sur la façade nord-ouest et que l'on ne retrouve pas sur la façade sud-est. 
La façade latérale nord-ouest est divisée en trois parties : l’avant, l’arrière et la partie centrale. À l'avant et à l'arrière se trouvent les deux portes d'entrée conduisant aux galeries réservées aux femmes, chacune surmontée d'une sorte de dais superbement décoré. Des marches permettent d'accéder à la porte avant, tandis que la porte arrière est directement accessible car le terrain est en pente. Au-dessus de chacune des deux portes se trouve une fenêtre identique à celles de la façade principale, mais moins haute. La partie centrale de la façade latérale comporte six grandes fenêtres à arc outrepassé comme celles de la façade principale. Du côté nord-ouest, sous la deuxième et sixième fenêtre, on trouve une porte d'accès direct à la salle de prière, tandis que sous les autres fenêtres, se trouve une ornementation ovale comme sur la façade principale.  
Une corniche couronne le haut des façades latérales, reliant la façade principale à la façade arrière. 
- Façade arrière

Nous ne possédons aucun plan de la partie arrière du bâtiment. En se basant sur les plans des étages, on peut en déduire qu'il y avait une fenêtre à arc outrepassé de chaque côté de la façade. Sur certains plans, on devine qu'il y avait un petit porche couvert avec un escalier interne, entouré de colonnes et d'arches.

### L'intérieur
Les deux entrées latérales, à l'avant et à l'arrière de la façade nord-ouest, mènent à des escaliers desservant les deux étages de galeries réservées aux femmes. Les escaliers, probablement en fer d'après les plans d'architecte, comprennent deux fois trois volées de marches, avec paliers intermédiaires. Les escaliers sont supportés par des colonnes décorées. Ils conduisent chacun à un petit vestibule qui donne accès aux galeries des femmes. Ce vestibule n'est pas séparé de la salle principale par une porte, mais seulement par une ouverture voûtée avec décoration fermée, d'après les plans, par des rideaux. Ces escaliers dans la partie nord-ouest du bâtiment sont les seuls qui desservent les trois étages et permettent d'accéder à la charpente du toit de la synagogue.
La salle principale est divisée en une grande nef centrale et deux petites nefs latérales. Les deux galeries des femmes de hauteur identique, courent sur trois côtés de la salle. Elles reposent sur des colonnes en fer, reliées entre elles par des arcs outrepassés. L'espacement entre les colonnes a été conçu de telle sorte que les fenêtres extérieures soient situées au centre entre les colonnes.
La Bimah, où l'on lit la Torah pendant les offices, est située au milieu de la nef centrale. Légèrement surélevée, de forme carrée, elle est entourée d'une balustrade. Au fond de la salle principale, se trouve l'Arche Sainte. On y accède par un petit escalier. L'Arche est surmontée d'une structure en voûte richement décorée, en forme de toit. Sur le mur arrière, caché par un rideau rouge (Parokhet) estampé d'une étoile de David, est située la niche où sont gardés les rouleaux de Torah.
Plans de l'architecte Adolf Zeligson (1895)

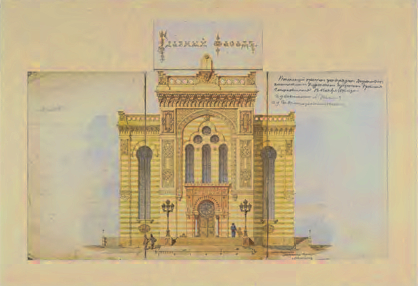
Plan de la façade
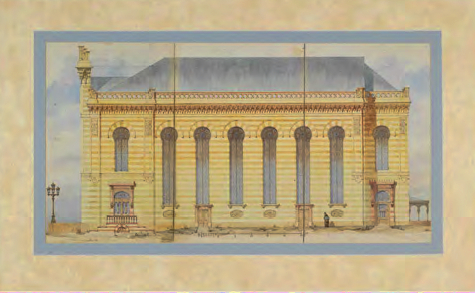
Plan de la façade latérale
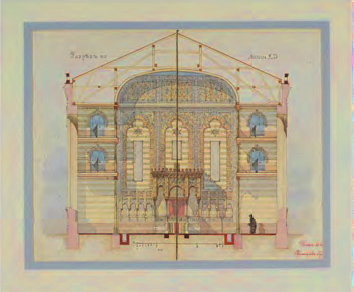
Coupe transversale
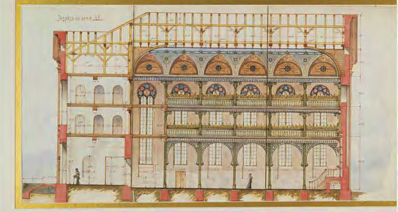
Coupe longitudinale

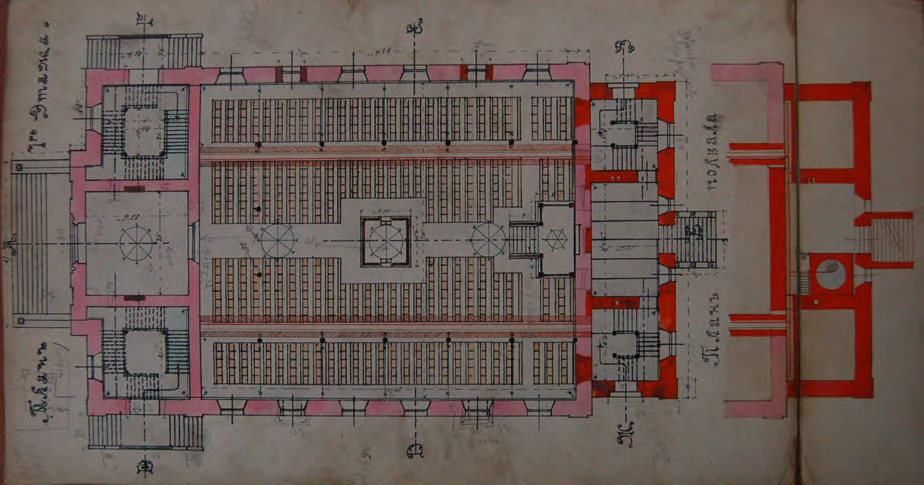
Plan du rez-de-chaussée
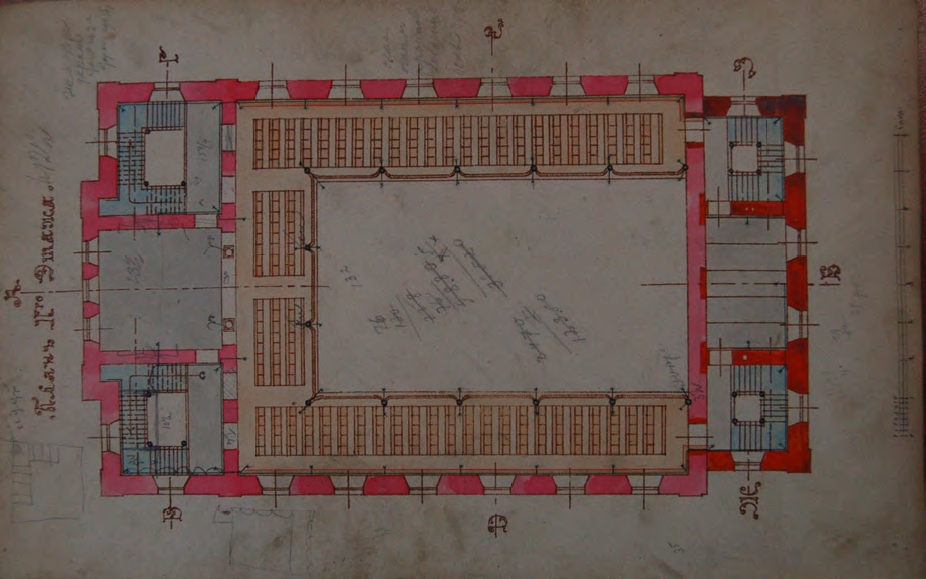
Plan du 1er étage

## À la recherche de traces de la synagogue
Joanna Podolska, directrice du Centre pour le dialogue Marek Edelman, a décidé d'effectuer des fouilles et de retrouver des vestiges de la synagogue détruite pendant la guerre. Curieusement l'emplacement exact de la synagogue Alte Szil, située 20 rue Wolborska, et considérée avant-guerre, comme un des bâtiments les plus intéressants de Łódź, est inconnu et chaque guide touristique de la ville indique un emplacement différent.  
La synagogue a été détruite en novembre 1939 par les Allemands, en même temps que d'autres synagogues de Łódź. En 1940, tous les bâtiments voisins, alors inclus dans le ghetto de Łódź, sont à leur tour abattus et dans les années 1950, de nouvelles rues ont été tracées afin de construire de grands ensembles. Toute trace des anciennes rues est alors effacée.    
En 2013, des recherches pour tenter de la retrouver, sont effectuées par un groupe de volontaires, sous la direction de Paul Zawilski, archéologue de l'Université de Łódź, dans le cadre du 69e anniversaire de la liquidation du ghetto de Litzmannstadt, dont le thème est la synagogue Alte Szil. En se basant sur des photographies aériennes et sur des cartes anciennes, un premier sondage archéologique est effectué au 8 rue Zula Pacanowska, près de l'école primaire 45, dans le but de trouver l'extrémité sud-ouest de la synagogue. Lors des fouilles, deux fragments de murs à angle droit sont dégagés, mais d'après Aleksander Andrzejewski, archéologue à l'université de Łódź, ils appartiennent probablement à des immeubles voisins de la synagogue. 
Quelques jours plus tard, des fouilles sont entreprises plus proches de l'école. Des petits fragments d'ornements en grès sont déterrés, provenant probablement de la façade nord de la synagogue, mais aucune trace de fondations ou de pavage. Malgré une participation active de la population, les fouilles sont arrêtées, dans l'attente de subventions. 